# Strachovičky
Strachovičky (něm. Strachwitzthal) jsou vesnice (osada), která je místní částí (základní sídelní jednotkou) obce Velké Kunětice. Je to řadová ves probíhající 0,5 km na západ souběžně s Velkými Kuněticemi podél silnice č. 455.

## Historie
Strachovičky (něm. Strachwitzthal) byly založeny roku 1798 parcelací dvora náležejícího k majetku velkokunětického fojtství. Pojmenovány byly po tehdejším držiteli fojtství, Karlu svobodném pánu von Strachwitz.
Od poloviny 19. do poloviny 20. století zde byla těžena žula a mramor.
Strachovičky patřily vždy k Velkým Kuněticím - do 1. ledna 1976 jako část obce (osada), poté jen jako místní část (základní sídelní jednotka) - a byly s nimi v letech 1976-1990 součástí Supíkovic. V roce 1836 zde bylo 27 domů, roku 1930 jich bylo 32, v roce 2001 jen 19, z toho 13 trvale obydlených.

### Vývoj počtu obyvatel
Počet obyvatel Strachoviček podle sčítání nebo jiných úředních záznamů:
| Rok            | 1836 | 1900 | 1930 | 2001 |
| -------------- | ---- | ---- | ---- | ---- |
| Počet obyvatel | 207  | 171  | 183  | 47   |

1. ↑  z toho: 2 Čechoslováci, 178 Němců; 183 řím. kat.